# پایروفیلیا

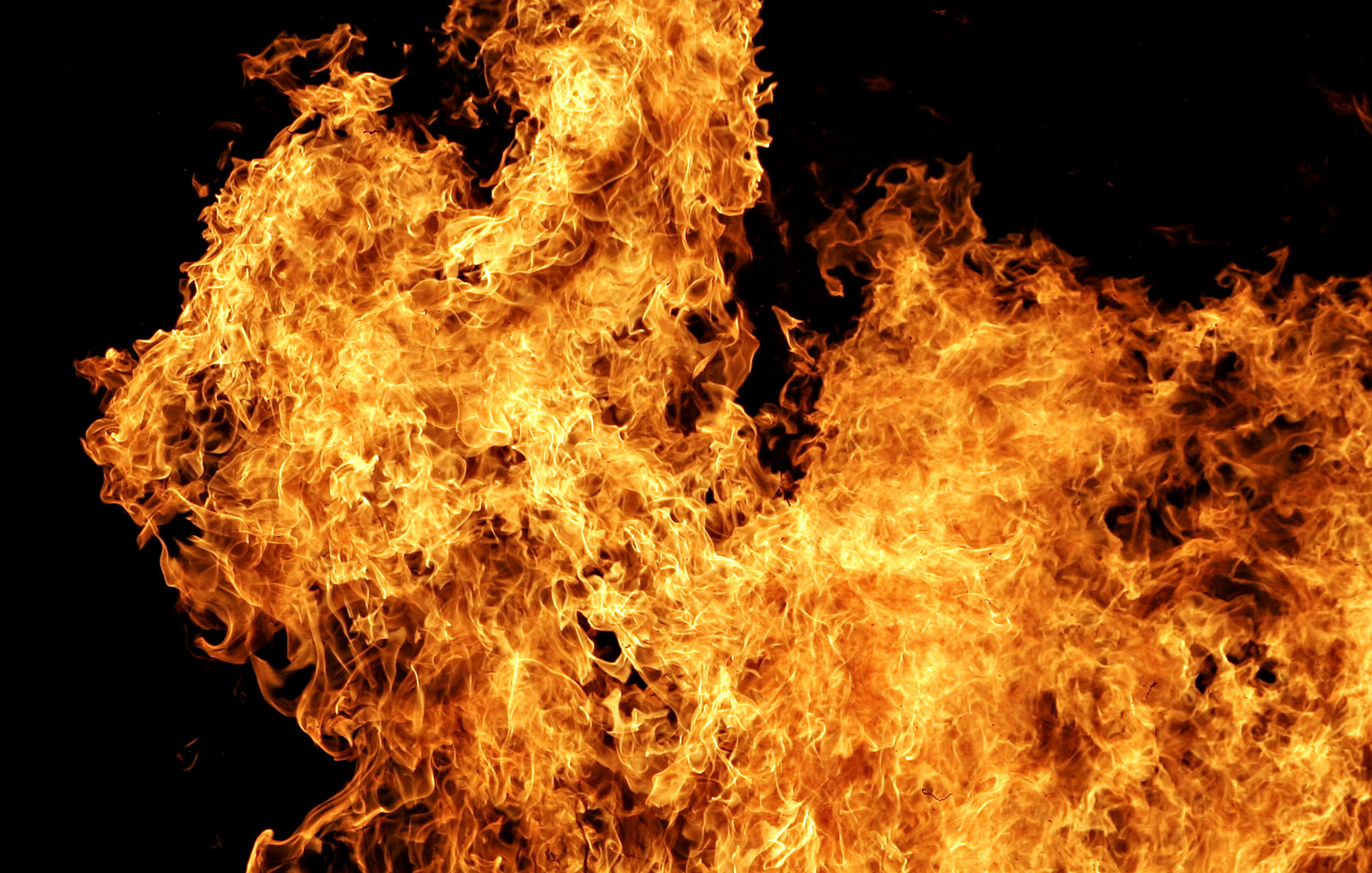

پایروفیلیا (انگلیسی: Pyrophilia) یا آتش‌دوستی یک انحراف جنسی نسبتاً غیرمعمول است که در آن فرد، از آتش و فعالیت آتش‌زا لذت می‌برد. پایروفیلیا به دلیل داشتن ماهیت جنسی لذت بخش، از جنون آتش‌افروزی متمایز می‌شود.